# ژواکیم کاروالیو
ژواکیم کاروالیو (پرتغالی: Joaquim Carvalho; ۱۸ آوریل ۱۹۳۷ – ۵ آوریل ۲۰۲۲) بازیکن فوتبال اهل پرتغال بود.
از باشگاه‌هایی که در آن بازی کرده‌است می‌توان به باشگاه فوتبال اتلتیکو کلوب پرتغال، باشگاه فوتبال اسپورتینگ، و باشگاه فوتبال باریرنسه اشاره کرد.
وی همچنین در تیم ملی فوتبال پرتغال بازی کرده‌است.